# Rene van Mullem
Rene van Mullem (Utrecht, 1 januari 1967) is een Nederlands ondernemer.

## Loopbaan
Van Mullem is de oprichter van verschillende internetplatformen, waarvan  Marktplaats.nl het bekendst is. Eind 1999 verkocht hij 95,01% van zijn aandelen aan kringloopbedrijf Het Goed. Toen in 2004 het Amerikaanse bedrijf eBay Marktplaats.nl van Het Goed kocht voor 225 miljoen euro, verkocht Van Mullem ook zijn resterende 4,99%. Het vermogen van Van Mullem wordt geschat op 17 miljoen euro. Daarna werd hij eigenaar van een IT-bedrijf.